# Yalbac Hills
Yalbac Hills är kullar i Belize. De ligger i distriktet Orange Walk, i den centrala delen av landet, 27 km nordväst om huvudstaden Belmopan.